# Jean Winterich

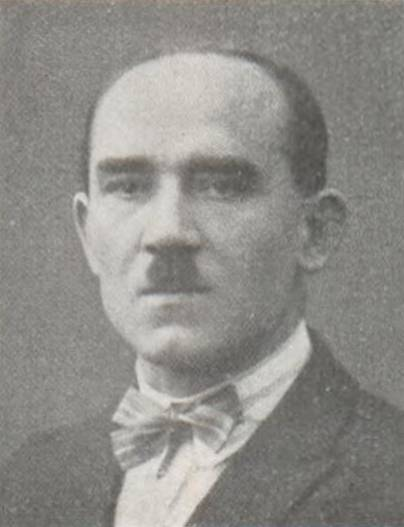
Winterichs offizielles Landtagsporträt, 1928

Jean Winterich, auch Johann Winterich (* 10. Februar 1886 in Speicher bei Bitburg; † 27. Juni 1931 in Berlin) war ein deutscher Politiker.

## Leben
Geboren als Sohn eines Anstreichers, machte Jean Winterich von ca. 1900 bis 1903 eine Lehre zum Müller, dann wurde er Metallarbeiter. Jean Winterich war seit frühester Jugend politisch aktiv. Schon vor dem Ersten Weltkrieg war er Mitglied der Freien Gewerkschaften. 1908 wurde er Mitglied des Deutschen Metallarbeiter-Verbandes (DMV) und seit 1909 der Sozialdemokratischen Partei Deutschlands (SPD). Er kämpfte während des Ersten Weltkriegs in einer Gruppe des Spartakusbund gegen die Regierung. 1917 wurde er Mitglied der Unabhängige Sozialdemokratische Partei Deutschlands (USPD). Zwischen 1918 und 1922 beteiligte er sich im Rheinland, insbesondere in Köln, aktiv an der Durchführung vieler großer Streiks. Bei der Spaltung der USPD Ende 1920 wechselte er mit vielen anderen zur Kommunistischen Partei Deutschlands (KPD). Ab 1923 war er hauptamtlicher Sekretär der KPD im Bezirk Mittelrhein mit Sitz in Köln. Von Oktober 1923 bis April 1924 war er Reichskurierdienstleiter beim Zentralkomitee der KPD. 1924 wurde er Organisationsleiter des Bezirks Mittelrhein. In der 2. Wahlperiode (1924–1928) und der 3. Wahlperiode (1928–1932) war er Abgeordneter im Preußischen Landtag, dem er bis zu seinem Tode angehörte. Von 1927 bis zu seinem Tode 1931 war er auch Mitglied des Zentralkomitee der KPD. Die Trauerfeier und die Beisetzung der Urne fanden am 4. Juli 1931 in Köln statt.